# Gobio bulgaricus
Gobio bulgaricus es una especie de pez de la familia de los Cyprinidae, en el orden de los Cypriniformes.

## Morfología
Los machos pueden llegar a alcanzar los 20 cm de longitud total.

## Hábitat
Es un pez de agua dulce.

## Distribución geográfica
Se encuentra desde Europa hasta Corea.